# 가요산책
가요산책은 KBS 2FM에서 방송했던 라디오 프로그램이다.

## 역사
1984년 1월 9일에 첫 방송을 시작했다. 1992년 4월 5일에 잠정적으로 폐지됐다가 1992년 10월 5일에 다시 부활했으나, 2007년 4월 15일 방송을 마지막으로 "가요산책"은 완전히 폐지되었다.

## 역대 방송시간
| 방송 채널 | 방송 기간                          | 방송 시간                  |
| --------- | ---------------------------------- | -------------------------- |
| KBS 2FM   | 1984년 1월 9일 ~ 1991년 11월 3일   | 매일 오후 4:00 ~ 오후 5:00 |
| KBS 2FM   | 1991년 11월 4일 ~ 1992년 4월 5일   | 매일 오후 4:00 ~ 저녁 6:00 |
| KBS 2FM   | 1992년 10월 5일 ~ 1996년 3월 31일  | 매일 오후 4:00 ~ 저녁 6:00 |
| KBS 2FM   | 1998년 10월 12일 ~ 2007년 4월 15일 | 매일 오후 4:00 ~ 저녁 6:00 |
| KBS 2FM   | 1996년 4월 1일 ~ 1997년 11월 2일   | 매일 오후 2:00 ~ 오후 4:00 |
| KBS 2FM   | 1997년 11월 3일 ~ 1998년 10월 11일 | 매일 오후 2:00 ~ 오후 5:00 |

## 역대 DJ

### 1기
- 장유진
- 故 김자옥

### 2기
- 오미희
- 서세원
- 오유경
- 이금희